# Pradamano
Pradamano (Predeman in friulano storico, Pradaman in friulano moderno) è un comune italiano di 3 515 abitanti della provincia di Udine in Friuli-Venezia Giulia.

## Origini del nome
Pradamano, di derivazione latina, significa "podere vicino".

## Storia

### Simboli
Lo stemma e il gonfalone sono stati concessi con decreto del presidente della Repubblica dell'8 maggio 1968.
Il gonfalone è un drappo partito di bianco e di giallo.

## Monumenti e luoghi d'interesse

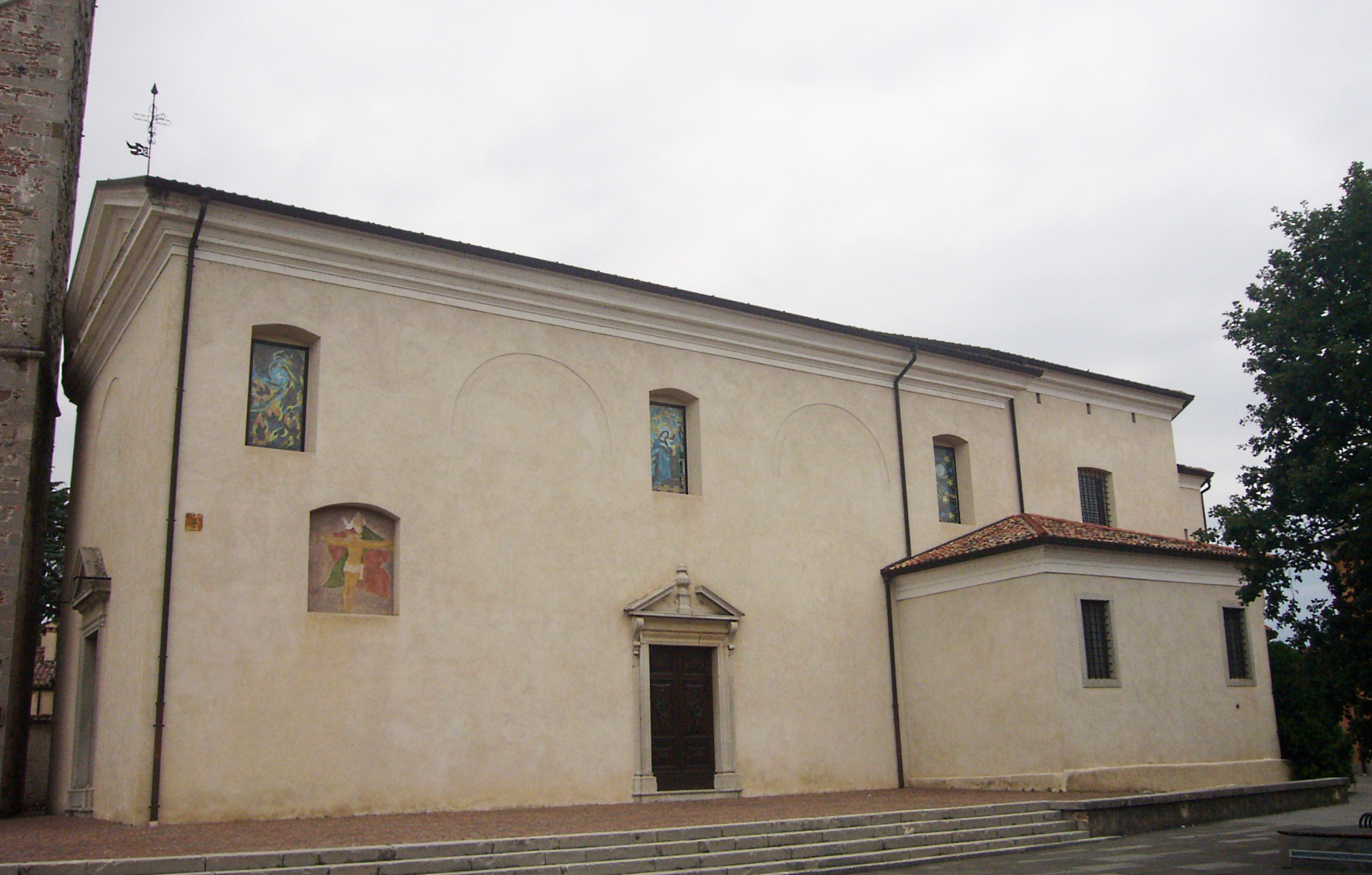
La chiesa di Santa Cecilia

- Chiesa di Santa Cecilia, costruita tra il 1779 e il 1784 su progetto di Luca Andrioli[9]
- Villa Giacomelli, risalente al 1852, è opera neoclassica di Andrea Scala
- Villa Ottelio, costruita nel 1785 come dimora estiva
- Villa Caimo-Dragoni, nella frazione di Lovaria
- Villa Giudici, risalente agli inizi del Novecento, si trova nella frazione di Lovaria
- Villa Piani, risalente al XVIII secolo, si trova nella frazione di Lovaria
- Villa Merlo Dragoni, nella frazione di Lovaria
- Chiesa di San Giovanni Battista, nella frazione di Lovaria

## Società

### Evoluzione demografica
Abitanti censiti

### Lingue e dialetti
A Pradamano, accanto alla lingua italiana,  la popolazione utilizza la lingua friulana. Ai sensi della Deliberazione n. 2680 del 3 agosto 2001 della Giunta della Regione autonoma Friuli-Venezia Giulia, il Comune è inserito nell'ambito territoriale di tutela della lingua friulana ai fini della applicazione della legge 482/99, della legge regionale 15/96 e della legge regionale 29/2007.
La lingua friulana che si parla a Pradamano rientra fra le varianti appartenenti al friulano centro-orientale.

## Amministrazione

### Sindaci dal 1995
| Periodo | Periodo   | Primo cittadino   | Partito      | Carica  |
| ------- | --------- | ----------------- | ------------ | ------- |
| 1995    | 2004      | Annamaria Menosso | Centro       | Sindaco |
| 2004    | 2014      | Gabriele Pitassi  | Lista civica | Sindaco |
| 2014    | In carica | Enrico Mossenta   | Lista civica | Sindaco |

### Gemellaggi
- Bad Bleiberg